# James M. Gavin
Pour les articles homonymes, voir Gavin.
James Maurice Gavin, Jimmy Gavin ou Jim Gavin, né James Nally Ryan à New York le 22 mars 1907 et mort le 23 février 1990 à Baltimore, est un général parachutiste américain. Il est l'un des créateurs des troupes aéroportées américaines.
Plus jeune général américain durant la Seconde Guerre mondiale, il commande la 82e division aéroportée américaine et combat en Sicile, en Italie, en Normandie, aux Pays-Bas, dans les Ardennes et en Allemagne. Après guerre il dirige la société de conseil Arthur D. Little et devient ambassadeur des États-Unis en France.

## Biographie

### Formation

#### 1907-1924: enfance
James Maurice Gavin est né à Brooklyn le 22 mars 1907. Son ascendance reste en partie mystérieuse : sa mère Katherine Ryan serait d'ascendance irlandaise, tout comme son père James Nally ; les documents officiels mentionnent que son père s'appelle Thomas Ryan. Son prénom de baptême était James Nally Ryan.
Ses parents officiels le placèrent très rapidement dans l'orphelinat du Couvent de la Pitié de Brooklyn où en 1909 il fut adopté par Martin et Mary Gavin, issus d'une famille de mineurs (houille) du Mount Carmel en Pennsylvanie.
En raison des mauvaises conditions sociales, Gavin décida de quitter le foyer familial le jour de son 17e anniversaire en prenant un train de nuit pour New York. La première chose qu'il fit à son arrivée fut d'envoyer un télégramme à ses parents adoptifs pour leur dire que tout allait bien, leur demander de ne pas avertir la police de sa « disparition » et affirmer qu'il allait trouver un emploi à New York.

#### 1925-1929: enrôlement et académie de West Point
À la fin du mois de mars 1924, Gavin discuta avec un officier recruteur de l'US Army. Comme il avait moins de 18 ans, il avait besoin de l'accord parental pour s'engager dans l'armée. Sachant que ses parents adoptifs refuseraient, Gavin déclara au recruteur qu'il était orphelin. L'officier l'emmena alors avec deux autres mineurs eux aussi orphelins chez un avocat qui déclara être leur gardien et signa l'accord parental.
Le 1er avril 1924, Gavin prêta serment à l'armée et fut envoyé à Panama. Il fit ses classes dans son unité, l'artillerie côtière américaine à Fort Sherman. Il servait alors dans l'équipe d'un canon de 155 mm sous les ordres du Sergent McCarthy. Une autre personne qu'il observait était son Premier Sergent, un Amérindien nommé « Chief » Williams. Panama n'était pas une affectation confortable pour les soldats, à cause de la chaleur et des moustiques, porteurs de la malaria. Malgré cela Gavin garda un bon souvenir de sa période au Panama.
Gavin passait son temps à lire des livres de la bibliothèque, dont Great Captains et une biographie d'Hannibal. Il avait été forcé de quitter l'école à la fin du primaire pour aider sa famille et était conscient de son manque d'éducation. Il faisait également beaucoup d'excursions dans la région, essayant de satisfaire sa curiosité sans limites. Le Premier sergent, « Chief » Williams, reconnut le potentiel de Gavin et en fit son assistant ; Gavin fut promu caporal six mois plus tard.
Souhaitant progresser dans l'armée et sur les conseils de Williams, il postula à une école militaire locale, dont les meilleurs diplômés avaient une chance d'intégrer West Point. Gavin réussit les tests physiques et fut assigné avec une douzaine d'autres soldats à une école à Corozal Town, au Belize. Il commença l'école le 1er septembre 1924 et réussit un mois après son examen, lui permettant de continuer le cursus principal de quatre mois. Avec l'objectif de préparer les examens d'entrée à West Point, Gavin eut pour tuteur le lieutenant Percy Black, étudiant de 8 heures à midi l'algèbre, la géométrie, l'anglais et l'histoire. Il réussit ses examens et grâce à l'aide de Black, fut autorisé à intégrer West Point.
Gavin arriva à West Point à l'été 1925. Sur les formulaires d'inscription, il indiqua 21 ans (au lieu de 18) pour cacher le fait qu'il n'était pas assez vieux quand il s'était enrôlé dans l'armée. Comme Gavin n'avait pas eu l'éducation de base nécessaire pour la compréhension des leçons, il se levait à 4h30 chaque matin pour lire dans la salle de bains, unique endroit où la lumière était suffisante. Après quatre années de travail intensif, il fut diplômé en juin 1929. Dans l'édition de 1929 des annales de West Point, « Howitzer », son nom figure avec la mention de boxeur et de cadet qui a déjà servi comme soldat. Après son diplôme, il fut promu second lieutenant et se maria avec Irma Baulsir le 5 septembre 1929.

#### 1929-1936: affectations diverses
Gavin fut affecté au Camp Harry J. Jones près de Douglas en Arizona à la frontière mexicaine. Le camp abritait le 25e régiment d'infanterie (l'un des régiments entièrement composés de noirs américains, les régiments Buffalo Soldier). Il resta à ce poste pendant trois ans.
Après cela, Gavin rejoignit l'école d'infanterie de l'armée américaine à Fort Benning, en Géorgie. L'école était dirigée par le colonel George C. Marshall, qui avait amené avec lui Joseph Stilwell pour diriger le département de tactique de l'école. Gavin trouvait ici ce qu'il cherchait : une armée à la recherche d'innovations et de nouvelles possibilités.
Marshall et Stilwell enseignèrent à leurs élèves de ne pas se fier aux longs ordres écrits, mais plutôt de donner des grandes lignes aux officiers qui étaient sur le terrain, libres à eux de choisir ensuite la manière de les exécuter au mieux, et de laisser aux commandants sur le terrain l'initiative de la réflexion tactique. Cela était contraire à tout l'enseignement de l'armée américaine jusque-là. Gavin déclara à propos de Joseph Stilwell et de ses méthodes : « C'était un officier superbe à ce poste, un dur et rude travailleur, et il exigeait beaucoup, insistant toujours sur le fait que tout ce que vous demandiez aux troupes, vous deviez être capable de le faire vous-même. » À Fort Benning, Gavin apprit à développer et se fier à son propre style de commandement.
Gavin se plut à Fort Benning, mais son mariage avec Irma Baulsir battait de l'aile. Elle l'avait suivi à Fort Benning, vivant dans la ville d'à côté. En 1932, alors qu'ils étaient partis célébrer Noël chez les parents de sa femme à Washington D.C., Irma décida qu'elle était plus heureuse là et décida de rester vivre avec ses parents. En 1933, elle donna naissance à leur fille, mais resta à Washington. Ils divorcèrent à son retour de la guerre.
En 1933 Gavin, qui ne souhaitait pas devenir instructeur pour les nouvelles recrues, fut affecté aux 28e et 29e régiments d'infanterie à Fort Sill dans l'Oklahoma, sous le commandement du général Lesley J. McNair. Il passa la plupart de son temps libre dans ce qu'il appela l'« excellente bibliothèque » de ce fort. Un auteur l'impressionna particulièrement : J.F.C. Fuller. Gavin déclara à son propos : « Il vit clairement les implications des machines, armes, carburant, tanks et avions. J'ai lu avec avidité tous ses écrits. »
En 1936, Gavin fut envoyé aux Philippines. Pendant cette période, il fut très préoccupé par la capacité américaine à contrer de possibles projets japonais d'expansion. Les 20 000 soldats stationnés là-bas étaient insuffisamment équipés. Dans son livre  Paratrooper: The Life of Gen. James M. Gavin, il déclare « Nos armes et équipements n'étaient pas meilleurs que ceux utilisés pendant la Première Guerre Mondiale. »
Après un an et demi aux Philippines, il retourne à Washington et sert dans la 3e division d'infanterie à la caserne Vancouver. Gavin est promu capitaine et prend son premier commandement comme officier, celui de la compagnie K du 7e régiment d'infanterie.
Alors qu'il est stationné à Fort Ord en Californie, il est blessé à l'œil droit durant un match de sport. Craignant que cela mette un terme à sa carrière militaire, il consulte un médecin à Monterey, en dehors du camp. Celui-ci diagnostique un décollement de la rétine et lui recommande de porter un pansement à l'œil pendant 90 jours. Gavin décida de ne pas le faire, pour cacher sa blessure.

#### 1936-1941: retour à West Point
Gavin fut muté à West Point, pour travailler à l'« école de tactique ». Il se plut beaucoup dans cette fonction qui lui permettait de développer ses capacités dans ce domaine. Avec la Blitzkrieg allemande qui déferlait sur l'Europe, l'« école de tactique » de West Point fut sollicitée pour analyser et comprendre les tactiques, véhicules et armements allemands. Son supérieur à West Point le qualifia d'« instructeur naturel », et ses étudiants déclarèrent qu'il était le meilleur de leurs professeurs.
Gavin était très préoccupé par le fait que les véhicules, armes et munitions de l'armée américaine seraient, au mieux, une copie de l'équipement allemand. « Cela ne sera pas suffisant de copier les Allemands » déclara-t-il. Pour la première fois, Gavin parla de forces aéroportées :

« Avec ce que nous avons vu jusqu'ici, il était clair que le champ le plus prometteur de tous était la guerre aéroportée, transportant des troupes parachutées ou en planeur en masse sur le champ de bataille, spécialement entrainées, armées et équipées pour ce type de guerre. »

Il s'intéressa à l'assaut aéroporté mené par les Allemands sur le Fort d'Ében-Émael en Belgique en mai 1940, qui fut attaqué et pris en une nuit, par les airs, par des troupes parachutistes allemandes bien équipées. Cet événement et une étude poussée des tactiques de mouvement de Stonewall Jackson le poussèrent à se porter volontaire pour la nouvelle unité aéroportée en avril 1941.

### Seconde Guerre mondiale

#### 1941-1942: construction d'une armée aéroportée
Gavin commença l'entrainement à la Airborne School à Fort Benning de juillet à août 1941 puis intégra une unité expérimentale. Il prit ensuite le commandement de la compagnie C du nouvellement créé 503e bataillon d'infanterie parachutiste. Des amis de Gavin, William Ryder, commandant l'entrainement parachutiste et William Yarborough, officier de communications dans le Groupe parachutiste provisoire, convainquirent le Général William C. Lee de laisser Gavin développer les tactiques et les règles de base du combat aéroporté. Lee suivit ces recommandations et fit de Gavin son officier d'opérations et d'entrainement (S-3). Le 16 octobre 1941, il fut promu major.
Une de ses premières priorités fut de déterminer comment les troupes aéroportées pouvaient être utilisées le plus efficacement possible. Sa première action fut d'écrire FM 31-30: Tactics and Technique of Air-Borne Troops. Il utilisa des informations sur les expériences allemandes et soviétiques de l'utilisation de troupes parachutistes ou aéroportées par planeur, et aussi sa propre expérience sur la tactique et le combat. Le manuel contenait des informations sur les tactiques mais aussi sur l'organisation des troupes parachutistes, quels types d'opérations elles pouvaient exécuter et ce dont elles avaient besoin pour l'exécuter efficacement. Plus tard, il fut demandé à Gavin ce qui avait fait que sa carrière avait décollé si vite, il répondit : « J'ai écrit le livre. »
En février 1942, il suivit un cours condensé au Command and General Staff College à Fort Leavenworth, au Kansas qui le qualifiait pour servir à l'état-major d'une division. Il retourna au groupe parachutiste provisoire et fut chargé de bâtir une division parachutiste. Au printemps 1942, Gavin et Lee se rendirent à l'état-major de l'armée à Washington pour discuter de l'ordre de bataille de la première division aéroportée américaine. La 82e division d'infanterie américaine (stationnée à Camp Claiborne, en Louisiane) fut choisie pour être la première division à être convertie en division aéroportée. L'influence de Lesley McNair's poussa la composition initiale de la 82e division aéroportée en deux régiments d'infanterie par planeur et un régiment d'infanterie parachutiste, avec une artillerie propre et des unités de soutien.
Gavin devint l'officier commandant le 505e régiment d'infanterie parachutiste en août 1942. Il fut promu colonel peu après. Gavin construisit le régiment depuis les fondations, le voyant comme la meilleure façon d'atteindre sa vision et ses objectifs. Il mena ses troupes lors de longues marches et de sessions réalistes d'entraînement, créant lui-même les missions et menant les marches personnellement. Il accordait une grande valeur à ce que ses officiers soient « les premiers à sauter de l'avion et les derniers dans la queue pour la bouffe. » Cette pratique perdure de nos jours dans les unités aéroportées américaines, par exemple lors de l'opération Urgent Fury à Grenade, les officiers commandants du 1er bataillon de rangers furent les premiers à franchir la porte de l'avion.
Après des mois d'entrainement, Gavin testa son régiment une dernière fois :

« Alors que nous étions proche du départ, sur le chemin de la guerre, j'avais un exercice qui nécessitait qu'ils quittent leur casernement à 7 h 00 du soir, qu'ils marchent toute la nuit dans une zone proche de la ville de Cottonwood en Alabama, une marche longue de 37 km. Là, nous avons manœuvré toute la journée, prenant et tenant une tête de pont aérienne. Nous avons cessé l'exercice vers 8h00 du soir et les troupes ont commencé à rentrer par une autre route qu'à l'aller, à travers une dense forêt de pins, par des chemins forestiers. Vers 11 h 00, nous avons bivouaqué. Après une heure de sommeil, les troupes furent réveillées pour reprendre la marche. En 36 heures, le régiment a marché plus de 80 km, manœuvré, saisi une tête de pont aérienne et l'ont défendue d'une contre-attaque, en portant tout leur équipement de combat et en se nourrissant de rations de réserve. »

#### 1943: préparation pour le combat
En février 1943, la 82e division aéroportée américaine, comprenant deux régiments d'infanterie aéroportée par planeur, ainsi que les 504e et 505e bataillons du régiment parachutiste, furent choisis pour l'invasion alliée de la Sicile. Ce choix fut une surprise pour la division, la plupart s'attendant à ce que soit la 101e division aéroportée américaine qui soit choisie car elle était commandée par le « Père » de l'idée aéroportée, William C. Lee. Comme il n'y avait pas assez de planeurs disponibles pour larguer deux régiments, le 326e régiment d'infanterie de planeur fut remplacé à la dernière minute par le 505e régiment parachutiste de Gavin.
Gavin organisa un dernier saut à l'échelle du régiment dans un but d'entraînement et de démonstration avant que la division ne prenne la mer vers l'Afrique du Nord. Un accident durant la démonstration tua trois soldats et baissa quelque peu le moral de la troupe. Le 10 avril 1943, Ridgway expliqua quelle serait leur prochaine mission, l'opération Husky, l'invasion de la Sicile. Le régiment de Gavin sera le premier à réaliser un atterrissage aéroporté d'un régiment entier.[réf. nécessaire]
Le 29 avril 1943, Gavin quitta le port de New York à bord du transporteur de troupes Monterey. Le convoi les emmenant en Afrique du Nord comprenait 23 transports de troupes, 8 destroyers, un porte-avions et le bâtiment de ligne l'USS Texas. Le convoi arriva à Casablanca le 10 mai 1943. Ils rejoignirent par voie terrestre Oujda, ville située à 40 km de la mer Méditerranée. Le campement était régulièrement visité par des mendiants et des voleurs. Durant l'attente à Oujda, les hommes n'avaient aucune distraction et le moral baissa. Gavin écrivait presque chaque jour à sa fille Barbara.
Un conflit surgit entre les commandants des forces britanniques et ceux des forces américaines sur qui fournirait le soutien et les avions pour les transporter. Le général Eisenhower intervint et décida que 250 avions seraient affectés aux Américains et 150 aux Britanniques. Les deux parties se sentaient flouées par cette décision. Ridgway choisit le régiment de Gavin pour l'opération. Le général Patton suggéra une invasion de nuit mais Ridgway et Gavin s'y opposèrent car ils n'avaient jamais pratiqué le saut de nuit. Après un accroissement des pertes lors des sauts d'entrainement, Gavin annula tous les sauts avant l'invasion.
Le régiment fut transporté à Kairouan en Tunisie et le 9 juillet à 10h00, embarqua dans les avions. Leur mission était de sauter le jour J-1 au nord et à l'est de Gela, de prendre et de conserver le contrôle de la zone environnante pour couper la ligne allemande de ravitaillement et perturber leurs communications. Une heure avant l'heure H du Jour J, ils devaient faire la jonction avec la 1re division d'infanterie et les aider à prendre le contrôle du terrain d'aviation de Ponte Oliveto. Gavin était le commandant du groupe de combat, comprenant le 505e, le 3e bataillon du 504e, le 456e régiment d'artillerie parachutiste, la compagnie B du 307e bataillon du génie parachutiste, un peloton d'éclaireurs, et quelques unités rattachées comme l'unité d'observation de tir naval. Les forces de l'Axe avaient elles 16 divisions en Sicile dont deux allemandes, 14 d'entre elles étant prêtes à combattre. Parmi ces divisions, la 1re division Fallschirm-Panzer Hermann Göring et la 15e division de Panzergrenadier.

#### Débarquement en Normandie
Il saute en Normandie dans la nuit du 5 au 6 juin à la tête du 505e régiment d'infanterie de parachutistes sur Sainte-Mère-Église.
À partir du mois d'août 1944, il commande la 82e division aéroportée avec le grade de major-général dont il est alors le plus jeune détenteur dans l'armée américaine. * Il fut le plus jeune major-général depuis la guerre civile américaine..

#### OpérationMarket Garden
Première opération de combat comme général, à la tête de la 82e division parachutiste en septembre 1944.

#### Entrée en Allemagne
En février 1945, la 82e division combat dans la Ruhr puis rentre en France. En avril 1945, elle avance sur l'Elbe en Allemagne.
Lors de ses campagnes, il fut appelé le jumping general (le « général sauteur/sautant »). Ses hommes, qui le respectaient, l'appelaient aussi Slim Jim (Jim le mince) en raison de son allure élancée.

### L'après-guerre
Gavin a joué un rôle central dans l'intégration des Afro-américains et dans la lutte contre la ségrégation au sein de l'US Army, commençant l'incorporation du 555e bataillon d'infanterie parachutiste (en) au sein de sa division, bataillon alors uniquement composé de Noirs. Le commandant du 555e, le colonel Bradley Biggs, déclara que Gavin était sans doute l'officier de l'armée en service le plus « indifférent à la couleur ». L'unité de Biggs se distingua elle-même comme « Smokejumper » en 1945, combattant les feux de forêt et désamorçant les ballons incendiaires japonais lancés sur la côte Pacifique américaine.
Après guerre, Gavin fut nommé à un haut poste de commandement. Il fut l'une des personnes clés dans les discussions qui conduisirent à la création de la Pentomic Division (en), à la suite de la possible utilisation d'armes atomiques sur les champs de bataille. En tant que chef de la recherche et du développement de l'armée, il appela à une « cavalerie » composée de véhicules blindés légers et d'hélicoptères.
Gavin prit sa retraite en mars 1958 avec le grade de lieutenant général. Il écrivit un livre, War and Peace in the Space Age, publié en 1958, qui parmi d'autres choses expliquait pourquoi il prenait sa retraite à ce moment.
Après avoir quitté l'armée, il fut recruté par la société de conseil Arthur D. Little. Il en fut nommé vice-président en 1958, puis fut élu président en 1960 et enfin chairman, jusqu'à sa retraite en 1977. Durant cette période, Arthur D. Little se transforma d'une société américaine de 10 millions de dollars de chiffre d'affaires à une société internationale de 70 millions de dollars.
Entre 1961 et 1962, il prendra congé d'Arthur D. Little pour devenir, à la demande du président Kennedy, ambassadeur des États-Unis en France. Avec cette nomination, Kennedy souhaitait améliorer les relations diplomatiques qui s'étaient détériorées avec la France de Charles de Gaulle. L'expérience de Gavin en France durant la Seconde Guerre mondiale et sa relation du temps de la guerre avec de Gaulle devaient faciliter les relations, ce qui se produisit.
Gavin mourut le 23 février 1990 à 82 ans, et fut enterré dans le cimetière à côté à la Old Cadet Chapel de West Point.

## Famille
Avec sa première femme, Irma Baulsir, il eut une fille, Barbara Gavin Fauntleroy.
Gavin se remaria en juillet 1948 avec Jean Emert Duncan de Knoxville, Tennessee. Il adopta la fille que son épouse avait eu d'un premier mariage et eut trois autres filles.

## Décorations principales
- Distinguished Service Cross avec feuilles de chêne[1]
- Army Distinguished Service Medal[1]
- Silver Star[1]
- Purple Heart[1]
- Ordre du Service distingué (Royaume-Uni)[1]
- Grand officier de la Légion d'honneur (France)[1]
- Croix de guerre 39-45 avec palmes (France)[1]
- Croix de guerre avec palmes (Belgique)[1]
- Grand officier de l'ordre d'Orange-Nassau avec épées (Pays-Bas)[1]

### Livres
- Airborne Warfare, (1947), écrit par James M. Gavin
- Crisis Now, (1968), écrit par James M. Gavin
- On to Berlin, (1976), écrit par James M. Gavin

### Films
- Conseiller technique :
  - Le Jour le plus long, présence du personnage de James M. Gavin interprété par Robert Ryan
  - Un pont trop loin, présence du personnage de James M. Gavin interprété par Ryan O'Neal